# Ајл Ројал
Ајл Ројал (енгл. Isle Royale) је ненасељено острво САД које припада савезној држави Мичиген. Површина острва износи 534 km².